# Ornö
Ornö est une île parmi les plus grandes de l'archipel de Stockholm.